# Mespilia
Genre
Mespilia est un genre d'oursins (échinodermes) de la famille des Temnopleuridae. Il ne comporte qu'une seule espèce connue.

## Systématique
- Le genre a été décrit par les naturalistes Louis Agassiz et Pierre Jean Édouard Desor en 1846[1].
- L'espèce-type est Echinus globulus Linnaeus, 1758, actuellement dénommée Mespilia globulus[2].

### Liste d'espèces
NCBI (22 octobre 2013) et World Register of Marine Species (22 octobre 2013) ne reconnaissent qu'une seule espèce dans ce genre : 
- Mespilia globulus (Linnaeus, 1758)

Les noms Mespilia globula (Linnaeus, 1758), Mespilia levituberculatus Yoshiwara, 1898, Mespilia microtuberculata Lambert & Thiéry, 1910, Mespilia whitei Lambert & Thiéry, 1910 et Mespilia whitmaei Bell, 1881 sont tous des synonymes pour cette même espèces.

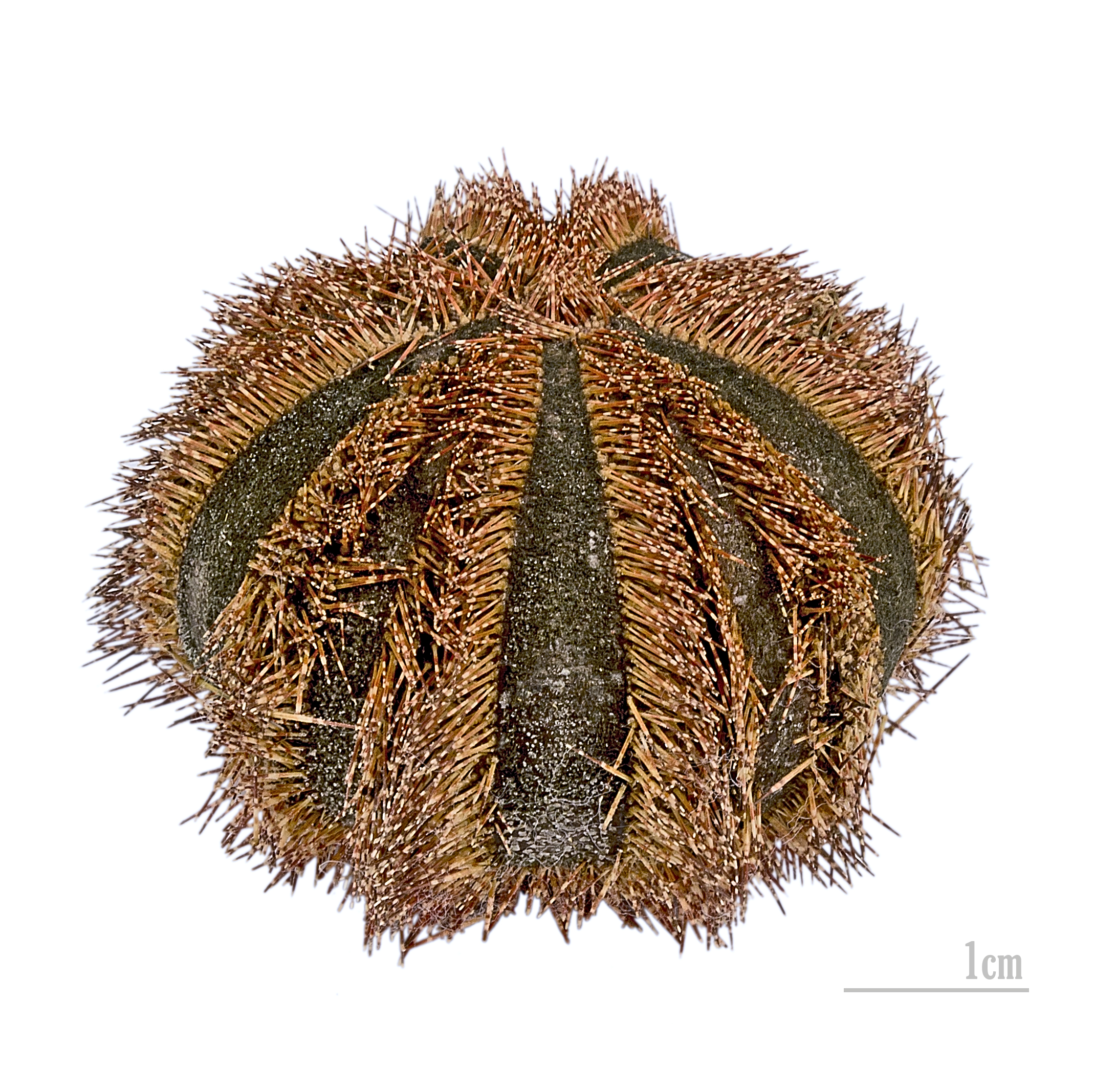
Mespilia globulus : spécimen naturalisé au Muséum de Toulouse.